# Klaus Wedemeier

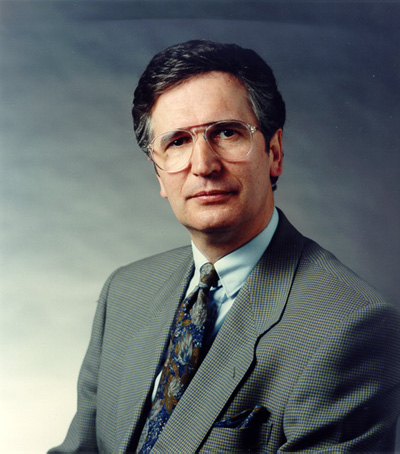
Klaus Wedemeier, um 1990

Klaus Wedemeier (* 12. Januar 1944 in Hof an der Saale) ist ein deutscher Kaufmann und Politiker (SPD). Er war von 1985 bis 1995 Bürgermeister und Präsident des Senats der Freien Hansestadt Bremen.

## Biografie

### Familie, Ausbildung und Beruf
Im Jahr 1956 zog Wedemeiers Familie aus dem fränkischen Hof an der Saale, die nach dem Zweiten Weltkrieg in Groß-Döhren Landkreis Goslar wohnte, nach Bremen. Nach dem Besuch der Volksschule absolvierte er von 1958 bis 1961 eine Ausbildung zum Groß- und Außenhandelskaufmann und war ab 1961 kaufmännischer Angestellter im Elektrogroß- und Außenhandel, dort seit 1969 Handlungsbevollmächtigter. Im Jahr 1972 wurde er Prokurist der Bremischen Gesellschaft für Stadtentwicklung, Stadterneuerung und Wohnungsbau mbH. In den Jahren 1976 bis 1979 arbeitete er als Abteilungsleiter für Standort- und Ladennetzplanung im Lebensmittel-Einzelhandel bei der co op AG.
Ab September 1985 war er Bürgermeister von Bremen. Nach der Zeit als Bürgermeister trat er im Jahr 1995 als Generalmanager in die Dienste der Düsseldorfer o.tel.o GmbH (Telekommunikationsunternehmen der VEBA und RWE) ein. Von 1999 bis 2019 war Wedemeier Geschäftsführender Gesellschafter der We2 Kommunikation GmbH – Wirtschaft + Politik – und als Berater von Industrieunternehmen tätig.
Im Jahr 2019 beendete er seine beruflichen Tätigkeiten. Er wurde Ehrenmitglied des Vereins Weserbrücke e. V.
Klaus Wedemeier ist evangelisch und seit 1984 mit Ute Wedemeier, geborene Flämig, verheiratet. 1973 wurde sein Sohn, der Unternehmer und Vorsitzende der Arbeitsgemeinschaft Selbständige in der SPD in Bremen Maik Wedemeier geboren.

### Politik

#### Partei
Wedemeier trat im Jahr 1964 in die SPD ein. Von 1970 bis 1976 war er Landesvorsitzender der SPD-Jugendorganisation Jusos. Zugleich war er Vorsitzender seines SPD-Ortsvereins Bremen Horn-Achterdiek. Seit 1972 gehörte er dem Vorstand der SPD Bremen an. Von 1976 bis 1980 amtierte er als Vorsitzender des SPD-Unterbezirks Bremen-Ost in der SPD Bremen. Von 1985 bis 1995 war er Beratendes Mitglied im Präsidium der Bundes-SPD und von 1989 bis 1996 Vorsitzender der Sozialdemokratischen Gemeinschaft für Kommunalpolitik (Bundes-SGK).

#### Bürgerschaft
Wedemeier war in den Jahren 1971 bis 1985 und von 1995 bis 1999 Mitglied der Bremischen Bürgerschaft. Er war Mitglied in verschiedenen Deputationen (unter anderem 1978/1979 als Sprecher der Finanzdeputation) und im Haushaltsausschuss (1978/1979 vorsitzend) des Parlaments. Im Jahr 1979 wurde er als Nachfolger von Egon Kähler zum Vorsitzenden der SPD-Bürgerschaftsfraktion des Landes Bremen gewählt; ihm folgte 1985 Konrad Kunick.

#### Senat
Am 18. September 1985, nach dem Rücktritt von Hans Koschnick (SPD), wurde Wedemeier zum Präsidenten des Senats und Bürgermeister der Freien Hansestadt Bremen gewählt und bildete den Senat Wedemeier I. Er war zugleich bis 1995 auch Senator für kirchliche Angelegenheiten. Sein Senat war bis 1991 eine Alleinregierung.
In den Jahren 1985 bis 1986 war er zudem Bevollmächtigter der Bundesrepublik Deutschland für kulturelle Angelegenheiten im Rahmen des Vertrags über die deutsch-französische Zusammenarbeit.
Er trat für die Bürgerschaftswahl 1987 erstmals als Spitzenkandidat der SPD an. Die SPD erhielt 50,5 % der Stimmen; auch der Senat Wedemeier II von 1987 bis 1991 war eine Alleinregierung.
Sein besonderes Anliegen in seiner Regierungszeit war die Modernisierung der bremischen Wirtschaftsstruktur, z. B. der Luft- und Raumfahrt, des Automobilbaus, der Umwelttechnologie und der Nahrungs- und Genussmittelbranche.

In seiner Amtszeit erfolgte auch die weitere Umsteuerung der Universität Bremen und ihre stärkere Öffnung für Natur- und Ingenieurwissenschaften. Es erfolgten Ausbau und Gründung wichtiger Forschungseinrichtungen wie das Institut für Meeres- und Polarforschung, das Zentrum für angewandte Raumfahrttechnologie und Mikrogravitation (ZARM).
Von wohnungspolitischer Bedeutung, insbesondere zur Sicherung der Interessen der Mieter von rund 45.000 Wohnungen, war 1987 die Übernahme der Neuen Heimat Niedersachsen / Bremen aus dem zusammengebrochenen Neue-Heimat-Konzern für 1 Deutsche Mark. Unter dem früheren Namen GEWOBA entstand so Bremens größtes Wohnungsbauunternehmen.

Im Jahr 1987 stiftete der Senat den Bremer Solidaritätspreis für Demokratie und Menschenrechte. Erste Preisträger wurden Nelson Mandela und Winnie Mandela.
Wedemeier stärkte die Pflege der vorhandenen Städtepartnerschaften zu Danzig und Riga. 1987 konnte er eine Städtepartnerschaft mit der Hafenstadt Rostock vereinbaren, 1988 gelang es, die engen Beziehungen zwischen der israelischen Hafenstadt Haifa und Bremen durch eine Städtepartnerschaft zu festigen und 1989 folgte Bratislava.

Im Jahr 1989 wurde auf Initiative des Rathauses das Bremer Musikfest gegründet. Im gleichen Jahr begannen die Bemühungen um die Gründung eines Sammlermuseums, das 1991 im Neuen Museum Weserburg eröffnet werden konnte.

Bei der Wahl 1991 erhielt die SPD  38,8 % der Stimmen und verlor damit nach zwanzig Jahren die absolute Mehrheit. Die SPD mit Wedemeier schloss eine Ampelkoalition, den Senat Wedemeier III (1991 bis 1995), mit FDP und Bündnis 90/Die Grünen.
Bei der Auseinandersetzung um die Neuordnung des Länderfinanzausgleichs bewirkte er im Jahr 1992 eine angemessene Berücksichtigung für die spezifischen Belange des Stadtstaates. Mit der Umsetzung eines Urteils zum Länderfinanzausgleich vor dem Bundesverfassungsgericht erreichte er u. a. den verfassungsrechtlich anerkannten Anspruch auf Bundesergänzungszuweisungen. Erreicht wurde auch die Sicherung der Einwohnerwertung und eine angemessene Abgeltung der Hafenlasten. So flossen Bremen in den Folgejahren über zehn Milliarden D-Mark zu.

Durch den Senat wurde ein breites Bündnis (Unternehmensverbände, Gewerkschaften und Kammern) zur Umsetzung des notwendigen Sanierungs- und Modernisierungsprozesses mit der „Bremer Erklärung“ vom November 1992 erreicht.
Im Jahr 1992 gelang es dem Bremer Senat unter Wedemeier, die Deutsche Kammerphilharmonie, die Frankfurt verlassen wollte, mit Bremen eine neue Wirkungsstätte anzubieten.

Der Erhalt der ehemaligen Klöckner Stahl GmbH als bremischer Industriestandort – seit 1994 Stahlwerke Bremen – konnte 1992/94 mit Hilfe des Senats erreicht werden; 6000 Arbeitsplätze blieben erhalten.

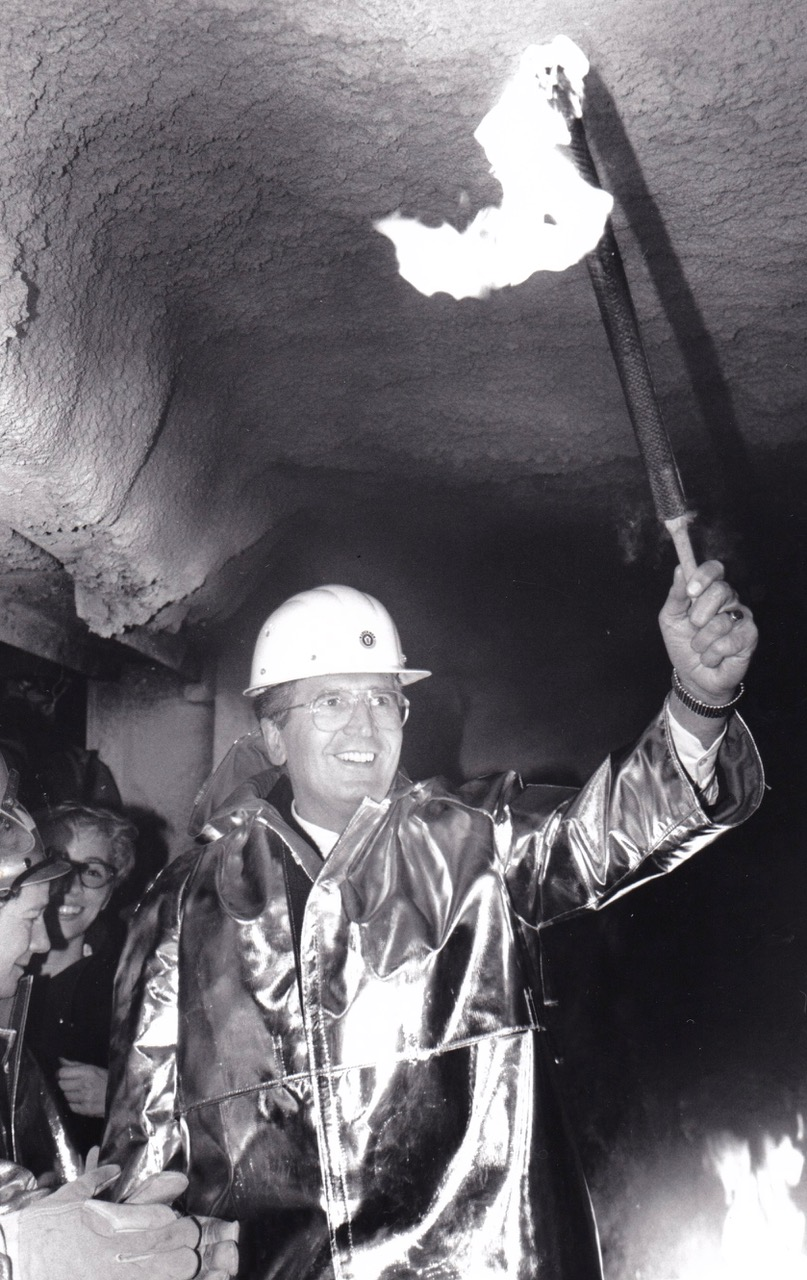
Bürgermeister Wedemeier sticht zum Protest einen reparierten Hochofen der Hütte Bremen an.

Besonderes Engagement entwickelte Wedemeier gegenüber der jüdischen Bevölkerung und den Sinti und Roma. Auf Initiative Wedemeiers, als seinerzeit amtierender Bundesratspräsident, gedenkt seit 1994 der Bundesrat im Dezember offiziell der Verfolgung der Sinti und Roma.

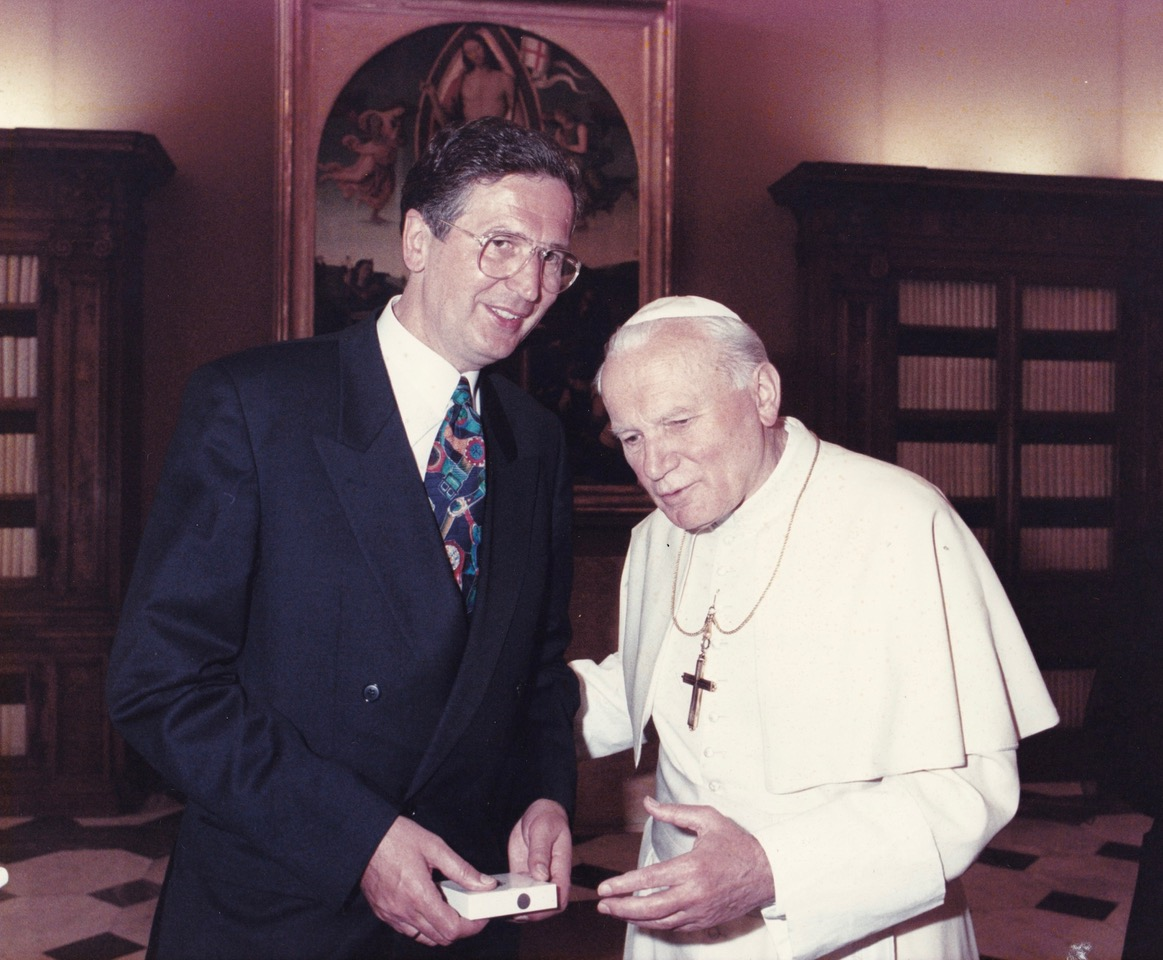
In seiner Funktion als Bundesratspräsident wurde Bürgermeister Wedemeier von Papst Johannes Paul II. empfangen.

### Weitere Mitgliedschaften und Ämter
- Von 1994 bis 1999 Mitglied im Ausschuss der Regionen der Europäischen Union.
- Von 2000 bis 2018 Vorsitzender des Vorstandes des Wirtschaftsverbandes Weser e. V., seit 2018 Ehrenvorsitzender.[7]
- Von 2002 bis 2018 Vorsitzender des Vorstandes des Weserbundes e. V., seit 2018 Ehrenvorsitzender.
- Geschäftsführender Gesellschafter der We2 Kommunikation GmbH.
- Von 2014 bis 2019 Vorsitzender der Weserbrücke e. V., Freundeskreis der Bremer Landesvertretung in Berlin von 2014, seit 2019 Ehrenmitglied
- Mitglied im Steering – Komitee des Managerkreises der Friedrich-Ebert-Stiftung
- Mitglied im Wirtschaftsforum Bremen / Nordwest e. V., Vorsitzender von 2002 (Gründung des Vereins) bis 2010
- Ehrenmitglied des Vorstandes der Sozialdemokratischen Gemeinschaft für Kommunalpolitik (Bundes – SGK); Vorsitzender von 1989 bis 1995

### Ehrungen
- 2004 erhielt Wedemeier die Bremische Ehrenmedaille in Gold für seine hervorragenden Verdienste um die Freie Hansestadt Bremen.[8]
- Er wurde 1996 als Ehrendoktor (Dr. h. c.) vom US-amerikanischen Dickinson College in Pennsylvania ausgezeichnet.

## Veröffentlichungen
- Gewollt und durchgesetzt: Die SPD-Bürgerschaftsfraktion des Landes Bremen von der Jahrhundertwende bis zur Gegenwart. Verlag für Sozialwissenschaften, Bremen 1983/2012.
- Unser Wilhelm Kaisen. Nordwestdeutscher Verlag, Bremerhaven 1987.
- Mut zum Erinnern. Gegen das Vergessen. Donat Verlag, Bremen 1994, ISBN 3-924444-81-1.
- Erinnern für die Zukunft. Bremen 1989, ISBN 3-927857-01-7.
- mit Heinrich Albertz: Deportation Bremer Juden nach Minsk. Edition Temmen, Bremen 1999.
- mit Udo Immermann: Die Bremer Erklärung. 1992.